# Вовкодав Микола Миколайович
Микола Миколайович Вовкодав (1944—2008) — головний терапевт Міністерства оборони України з 1992 по 1994 рік, кандидат медичних наук, генерал-майор медичної служби.

## Життєпис
Народився в 1944 році в селі Паволоч Попільнянського району Житомирської області. В 1961 році закінчив середню школу, з 1961 по 1963 рік продовжив навчання у Київському медичному училищі № 2.
З 1963 по 1967 рік навчався у Київському медичному інституті, а з 1967 по 1979 рік продовжив освіту на військово-медичному факультеті при Куйбишевському медичному інституті.
З 1969 по 1972 рік служив командиром взводу — викладачем школи молодших спеціалістів медичної служби в Групі радянських військ у Німеччині.
З 1972 по 1974 рік — терапевт 639-ї військової поліклініки ГРВН.
У 1974—1976 роках слухач факультету керівного складу Військово-медичної академії імені С. М. Кірова.
З 1976 по 1981 рік — начальник терапевтичного відділення Іркутського військового госпіталю.
З 1981 по 1983 рік — начальник терапевтичного відділення військового госпіталю в ГРВН. З 1982 по 1985 рік — терапевт 1-ї гвардійської танкової армії (ГРВН).
З 1986 по 1991 рік — провідний терапевт Київського окружного військового госпіталю.
У 1986 році, після Аварії на ЧАЕС лікарі Київського військового госпіталю виконували обов'язки провідного терапевта оперативної групи 2-го сектора — зони відповідальності Київського військового округу. Першим з них був підполковник медичної служби М. Вовкодав. Під його «керівництвом» перебувало сім окремих медичних батальйонів, розгорнутих за повним штатом, та всі медичні пункти сектора. В подальшому провідними терапевтами оперативної групи 2-го сектору були Д. Комаренко, О. Коровін, Л. Аристов, Ю. Скрипець.
У 1991—1992 роках на посаді головного терапевта Київського військового округу.
З 1992 по 2004 рік був головним терапевтом Міністерства оборони України — першим заступником начальника Головного військово-медичного управління (ГВМУ).
У 2004 році генерал-майор медичної служби М. М. Вовкодав звільнився з лав ЗС України. Пішов з життя після тривалої хвороби у 2008 році.

## Наукова робота
М. М. Вовкодав опублікував більш ніж 35 науково-практичних робіт. Більшість з них висвітлює пріоритетні напрями реформування військово-медичної служби.